# مليفات (العراق)
ملفعات هو موقع اثري يعود إلى عصور ما قبل التاريخ في شمال العراق تحديداً في سهل نينوى، يبعد 35 كيلومتراً شرق من مدينة الموصل ، ويعود تاريخه إلى فترة ما قبل العصر الحجري الحديث ، حوالي 8000 ق.م - 7600 ق.م .

## التنقيبات
رصدت هذه التلة الصغيرة والتي تبلغ مساحته 0,6 هكتارات ومسحه روبرت جون بريدوود في عام 1954، ثم تم التنقيب فيه في عام 1984 من قبل فريق عراقي بقيادة السيد هاشم. ماتي بابا ألتون، ثم في عامي 1989 و1990 تقبت هذه التلة بواسطة ستيفان كارول كوزلوفسكي .

## الموئل
احدى أقدم الموائل الدائمة الموثقة في المنطقة، وهيا بمثابة شهادة على بداية الاستيطان في شمال العراق الحالي (سهل نينوى). يتضمن مستويين للسكن، يتكونان من إنشاءات دائرية صغيرة (يبلغ قطرها حوالي 5 متر للمستوى الأقدم، وحوالي 7,5 متر للأحدث) مدفونة في الطوب اللبن او من الحجرة ، حيث يجب أن يكون الوصول إليها عبر السقف إلا في حالة واحدة. تحتوي المنازل على مقاعد صغيرة مرتبة في وسطها أو على جوانبها. يتم ترتيب هذه الإنشاءات حول مساحة ترابية مركزية حيث توجد المرافق المنزلية. المواقد، أحجار الرحى، وقذائف الهاون.

## البقايا الأثرية
القطع الاثرية المستكشفة تشمل العديد من الأدوات معمولة من الحجارة الصغيرة، بما في ذلك نقاط من نوع الخيام ، وفؤوس ورؤوس مضارب مصقولة (تستخدم للحفر او النحت)، وأحجار رحى من الحجر الرملي، وملاط من الحجر الجيري، وقطعة من أدوات المائدة الحجرية الأناضولية.

## سبل العيش
حيث ان سكان مليفات كانوا يتزاوجون وايضاً يصيدون الاسماك وغيرها، ولكن لا يوجد أي أثر للزراعة (أي الحبوب المنزلية)، على الرغم من إمكانية إجراء تجارب مبكرة في هذا الوقت. كانت النباتات المجمعة بشكل رئيسي من الشعير البري والبقوليات ( البيقية والعدس )، وكانت الحيوانات التي تصطاد هي الغزلان والثعالب والأرانب البرية والخنازير البرية والماعز البري.

## فهرس
- (بالإنجليزية) Stefan Karol Kozlowski, «M'lefaat: Early Neolithic Site in Northern Iraq », Cahiers de l'Euphrate 8, 1998, p. 179–273
- (بالإنجليزية) مانون سافارد ومارك نيسبيت وروينا جيل «أدلة أثرية نباتية على النظام الغذائي ونمط المعيشة في العصر الحجري الحديث المبكر في المليفات (العراق)», dans Paléorient 29-1, 2003, p. 93-106, lire en ligne